# Giudice di Scozia
Il Giudice di Scozia (in Normanno-Latino, Justiciarus Scotie, in inglese Justiciar of Scotia) era la più alta carica legale nel Regno di Scozia durante l'alto medioevo. L'istituzione ha alcune origini Anglo-Normanne, ma nel nord della Scozia ha rappresentato spesso una certa forma di continuità con un più vecchia carica, una versione più importante di un giudice, il lawman (lett. uomo di legge) scozzese spesso con la responsabilità delle provincie. Il conte Costantino di Fife era considerato il judex magnus (cioè "il grande giudice). Dalla metà del XIII secolo, le responsabilità del Giudice sono state completamente formalizzate. Ha sorvegliato l'attività ed il comportamento degli sceriffi reali e dei sergenti reali, ha tenuto le corti ed ha segnalato su queste cose al re personalmente.

## Lista dei Giudici di Scozia
- Constatino, conte di Fife, judex magnus, 1128 e 1130
- Duncan II, conte di Fife, 1154 e 1164-1203
- Matteo, vescovo di Aberdeen, 1172-1199
- Gille Brigte, conte di Strathearn, 1172-1199
- William Comyn, conte di Buchan, 1205-1232
- Walter Stewart, Alto amministratore di Scozia, 1232-1241
- Philip de Melville e Robert de Monte Alto, 1241-1244
- Alan Durward, 1244-1251
- Philip de Meldrum o Ferdarg (Feradach) e Michael de Monte Alto, 1251-1253
- Alan, Royal Hostatius, 1255-1257
- Alexander Comyn, conte of Buchan, 1258-1289
- Andreas de Moravia (padre del famoso Andrew Moray), 1289 e 1293-1296
- John Comyn, 1300-1305
- Tetrarchia inglese, 2 al Nord e 2 al Sud di Mounth, 1305-1306:
  - Reginald Cheyne e John de Vaux (nord)
  - Robert Keith e William Inge (sud)
- Sir Robert Lauder di Quarrelwood, 1328.